# 6-я пехотная дивизия АК Краковской земли «Ответ»
6-я пехотная дивизия АК Краковской земли (пол. 6 Dywizja Piechoty AK Ziemi Krakowskiej) под кодовым названием «Ответ» (пол. „Odwet”) — польское партизанское стрелковое соединение Армии Крайовой, которое действовало с сентября 1942 года на оккупированной нацистской Германией территории Кракова.

## История
Дивизия была сформирована в сентябре 1942 года, согласно с боевым порядком Войска Польского от 1 сентября 1939 года, согласно которому произошло восстановление боевых частей. 
В результате этого дивизия преобразилась. С начала 1944 года начала участвовать в акции «Буря». 
В ходе боевых действий с немцами числились в составе оперативной группы Кракова вместе с 106-й стрелковой дивизией АК Земли Меховской и Краковской моторизованной кавалерийской бригадой АК. После оккупации Красной Армией Малой Польши дивизия была расформирована.
Командиром дивизии был полковник Войцех Вайда (пол. Wojciech Wayda), а начальником штаба был подполковник Стефан Дуль (пол. Stefan Dul).

## Структура дивизии
Согласно боевому порядку, в состав дивизии входили следующие соединения:
- 12-й пехотный полк АК Бохеньской земли
- 16-й пехотный полк АК Тарновской земли